# Story-Manga
Story-Manga (ストーリー漫画, sutōrī manga) bezeichnet japanische Comics mit langen, meist über viele Kapitel hinweg fortgesetzten Geschichten. Er steht als narrative Langform im Gegensatz zum kurzen Gagmanga und Comicstrips wie den Yonkoma. Auch der formal ähnliche, für ausschließlich erwachsenes Publikum gedachte Gekiga wird teils vom Story-Manga abgegrenzt, um von dem auch für jüngere geeigneten Publikationen zu differenzieren. Bisweilen werden aber auch Gekiga wegen ihrer langen Erzählform zu den Story-Manga gezählt.
Der Story-Manga entstand nach dem Zweiten Weltkrieg und wurde von Osamu Tezuka geprägt. Als erstes Werk der Form gilt sein Shintakarajima von 1947. Nach dessen kommerziellen Erfolg wurde die Form bald von vielen anderen Künstlern nachgeahmt. Im Laufe der 1950er und 1960er Jahre widmeten sich viele Manga-Magazine vorrangig oder ausschließlich den Story-Manga, darunter die bis heute erfolgreichsten unter ihnen. Heute hat er sich mit etwa gleicher Popularität und Verbreitung in Japan neben den Kurzformen etabliert. International dominiert der Story-Manga das Angebot und das Bild von Manga insgesamt.
Story-Manga sind durch sogenannte filmische oder cinéastische Erzähltechniken geprägt. Die lange Form in hunderten oder tausenden Seiten erlaubt eine inhaltlich ausgebreitete Erzählweise. Bewegungen, Handlungen und Szenerie werden in vielen Details gezeigt, auf viele Bilder kommt nur wenig Text. Der Erzählrhythmus ist auf eine Übereinstimmung von Erzählzeit und erzählter Zeit ausgerichtet, sodass das Gefühl „dabei zu sein“ gefördert wird. Ein oft auftretendes Erzählmittel ist auch die Darstellung von Bewegungen in kleinen Schritten. So können „Kamerafahrten“ simuliert und eine Szene aus verschiedenen Blickwinkeln gezeigt werden. Zusammen mit Soundwords, die in die Bildkompositionen integriert werden, und Symbolen ermöglicht dies einen schnellen Lesefluss. Durch die ausgebreitete Erzählweise wird Raum für inhaltliche Tiefe und differenzierte Charakterzeichnung geboten.